# Yusuf Hassan Ibrahim
Yusuf Hassan Ibrahim (arabisch يوسف حسن إبراهيم) war vom 16. Februar 2002 bis zum 1. Dezember 2004 Außenminister der Übergangsregierung Somalias.
Während seiner Zeit als Außenminister bemühte er sich um stärkere internationale Unterstützung seiner Regierung und vertrat die Auffassung, dass Al-Qaida weder Mitglieder noch Unterstützer in Somalia habe. Diese Auffassung wurde etwa von der Regierung der USA nicht geteilt.